# Ameiva aggerecusans
Ameiva aggerecusans es un género de lagartos de la familia Teiidae.

## Características
Mide 101 mm. Presenta un color amarillo sobre su espalda.

## Distribución
Se encuentra en el departamento de Amazonas, en Perú.